# Перший лорд адміралтейства
Не варто плутати з Першим морським лордом та лордом верховним адміралом
Перший лорд адміралтейства (англ. First Lord of the Admiralty) або формально Офіс першого лорда Адміралтейства (англ. Office of the First Lord of the Admiralty) — політична посада голови англійського, а пізніше Королівського військово-морського флоту Великої Британії. Він був старшим радником уряду з усіх морських справ, відповідав за керівництво і контроль над Адміралтейством, а також за загальне управління військово-морською службою Королівства Англії, Великої Британії у XVIII столітті, а потім Сполученого Королівства, в тому числі Королівського флоту, Королівської морської піхоти та інших служб. Це була одна з найперших відомих постійних державних посад. Крім того, що він був політичним главою Королівського флоту, одночасно мав звання президента Ради уповноважених з виконання посади лорда-адмірала (відомого як Рада Адміралтейства). Посада першого лорда Адміралтейства існувала з 1628 року, поки не була скасована, коли Адміралтейство, міністерство авіації, міністерство оборони та військове відомство були об'єднані, щоб утворити нове міністерство оборони в 1964 році. Його сучасним еквівалентом є Державний секретар оборони.
| Головні політичні посади англійських/британських Збройних сил: |                                           |                                                          |                                           |                                           |
|                                                                | Королівський флот                         | Британська армія                                         | Королівські ПС                            | Координаційна                             |
| 1628                                                           | Перший лорд адміралтейства (1628—1964)    |                                                          |                                           |                                           |
| 1794                                                           | Перший лорд адміралтейства (1628—1964)    | Державний секретар з питань війни (1794—1801)            |                                           |                                           |
| 1801                                                           | Перший лорд адміралтейства (1628—1964)    | Державний секретар з питань війни та колоній (1801—1854) |                                           |                                           |
| 1854                                                           | Перший лорд адміралтейства (1628—1964)    | Державний секретар з питань війни (1854—1964)            |                                           |                                           |
| 1919                                                           | Перший лорд адміралтейства (1628—1964)    | Державний секретар з питань війни (1854—1964)            | Державний секретар авіації (1919—1964)    |                                           |
| 1936                                                           | Перший лорд адміралтейства (1628—1964)    | Державний секретар з питань війни (1854—1964)            | Державний секретар авіації (1919—1964)    | Міністр координації оборони (1936—1940)   |
| 1940                                                           | Перший лорд адміралтейства (1628—1964)    | Державний секретар з питань війни (1854—1964)            | Державний секретар авіації (1919—1964)    | Міністр оборони (1940—1964)               |
| 1964                                                           | Державний секретар оборони (1964–по т.ч.) | Державний секретар оборони (1964–по т.ч.)                | Державний секретар оборони (1964–по т.ч.) | Державний секретар оборони (1964–по т.ч.) |

## Список Перших лордів адміралтейства

### Перші лорди адміралтейства Англії (1628—1701)
| Зображення | Прізвище                                          | Дата народження  | Дата смерті          | Час на посаді | Час на посаді | Прим.                                                             |
| ---------- | ------------------------------------------------- | ---------------- | -------------------- | ------------- | ------------- | ----------------------------------------------------------------- |
|            | Річард Вестон 1-й граф Портленда                  | 1 березня 1577   | 13 березня 1634/1635 | 1628          | 1635          | Барон Вестон з 1628 року, в титулі граф Портлендський з 1633 року |
|            | Річард Вестон 1-й граф Ліндсі                     | 16 грудня 1582   | 24 жовтня 1642       | 1635          | 1636          |                                                                   |
|            | Вільям Джаксон                                    | 1582             | 4 червня 1663        | 1636          | 1638          | єпископ Лондона                                                   |
|            | Персі Елджернон 10-й граф Нортумберленда          | 29 вересня 1602  | 13 жовтня 1668       | 1642          | 1643          | Лорд-адмірал 1638—1642                                            |
|            | Френсіс Коттінгтон 1-й барон Коттінгтона          | 1579             | 1652                 | 1643          | 1646          |                                                                   |
|            | Генрі Капелл 1-й барон Капелл Тьюксбері           | 1638             | 30 травня 1696       | 1679          | 1681          |                                                                   |
|            | Деніел Фінч 2-й граф Ноттінгема 7-й граф Вінчілсі | 2 липня 1647     | 1 січня 1730         | 1681          | 1684          |                                                                   |
|            | Артур Герберт 1-й граф Торрінгтона                | 1648             | 13 квітня 1716       | 1689          | 1690          | Лорд-адмірал 1689                                                 |
|            | Томас Герберт 8-й граф Пембрук                    | 1656             | 22 січня 1733        | 1690          | 1692          |                                                                   |
|            | Чарльз Корнуолліс 3-й барон Корнуолліса           | 28 грудня 1655   | 29 квітня 1698       | 1692          | 1693          |                                                                   |
|            | Ентоні Кері 5-й віконт Фолкленда                  | 16 лютого 1656   | 24 травня 1694       | 1693          | 1694          |                                                                   |
|            | Едвард Рассел 1-й граф Орфорда                    | 1653             | 26 листопада 1727    | 1694          | 1699          | Адмірал флоту (1690)                                              |
|            | Джон Егертон 3-й граф Бріджвотера                 | 9 листопада 1646 | 19 березня 1701      | 1699          | 1701          |                                                                   |
|            | Томас Герберт 8-й граф Пембрука                   | 1656             | 22 січня 1733        | 1701          | 1702          |                                                                   |

### Перші лорди адміралтейства Великої Британії (1709—1801)
| Зображення | Прізвище                                          | Дата народження   | Дата смерті       | Час на посаді | Час на посаді | Прим.                                                   |
| ---------- | ------------------------------------------------- | ----------------- | ----------------- | ------------- | ------------- | ------------------------------------------------------- |
|            | Едвард Рассел 1-й граф Орфорда                    | 1653              | 26 листопада 1727 | 1709          | 1710          | Адмірал флоту (1690)                                    |
|            | Джон Лік 1-й граф Орфорда                         | 4 липня 1656      | 21 серпня 1720    | 1710          | 1712          | Адмірал флоту (1708)                                    |
|            | Томас Вентворт 1-й граф Страффорда                | 17 вересня 1672   | 15 листопада 1739 | 1712          | 1714          | Лейтенант-генерал британської армії (1707)              |
|            | Едвард Рассел 1-й граф Орфорда                    | 1653              | 26 листопада 1727 | 1714          | 1716          | Адмірал флоту (1690)                                    |
|            | Джеймс Берклі 3-й граф Берклі                     | 1679              | 17 серпня 1736    | 1717          | 1727          | Віцеадмірал (1717)                                      |
|            | Джордж Бінг 1-й віконт Торрінґтон                 | 27 січня 1663     | 17 січня 1733     | 1727          | 1733          | Старший морський лорд (1710—1712) Адмірал флоту (1718)  |
|            | Чарльз Вейджер                                    | 24 лютого 1666    | 24 травня 1743    | 1733          | 1741          | Адмірал Білого (1722)?                                  |
|            | Деніел Фінч 8-й граф Вінчілсі 3-й граф Ноттінгема | 24 травня 1689    | 2 серпня 1769     | 1741          | 1744          |                                                         |
|            | Джон Рассел 4-й герцог Бедфордський               | 30 вересня 1710   | 5 січня 1771      | 1744          | 1748          |                                                         |
|            | Джон Монтегю 4-й граф Сендвіч                     | 13 листопада 1718 | 30 квітня 1792    | 1748          | 1751          |                                                         |
|            | Джордж Енсон 1-й барон Енсон                      | 23 квітня 1697    | 6 червня 1762     | 1751          | 1756          | Адмірал флоту (1761)                                    |
|            | Річард Ґренвілл-Темпл, 2-й граф Темпл             | 26 вересня 1711   | 12 вересня 1779   | 1756          | 1757          |                                                         |
|            | Деніел Фінч 8-й граф Вінчілсі 3-й граф Ноттінгема | 24 травня 1689    | 2 серпня 1769     | 1757          | 1757          |                                                         |
|            | Джордж Енсон 1-й барон Енсон                      | 23 квітня 1697    | 6 червня 1762     | 1757          | 1762          | Адмірал флоту (1761)                                    |
|            | Джордж Монтегю-Дунк 2-й граф Галіфакс             | 6 жовтня 1716     | 8 червня 1771     | 1762          | 1762          |                                                         |
|            | Джордж Ґренвілл                                   | 14 жовтня 1712    | 13 грудня 1770    | 1762          | 1763          |                                                         |
|            | Джон Монтегю 4-й граф Сендвіч                     | 13 листопада 1718 | 30 квітня 1792    | 1763          | 1763          |                                                         |
|            | Джон Персеваль 2-й граф Егмонт                    | 25 лютого 1711    | 4 грудня 1770     | 1763          | 1766          |                                                         |
|            | Чарльз Сондерс                                    | 1715              | 7 грудня 1775     | 1766          | 1766          | Адмірал (1770)                                          |
|            | Едвард Гок 1-й барон Гок                          | 21 лютого 1705    | 16 жовтня 1781    | 1766          | 1771          | Адмірал флоту (1768)                                    |
|            | Джон Монтегю 4-й граф Сендвіч                     | 13 листопада 1718 | 30 квітня 1792    | 1771          | 1782          |                                                         |
|            | Огаст Кеппель 1-й віконт Кеппель                  | 25 квітня 1725    | 2 жовтня 1786     | 1782          | 1783          | Старший морський лорд (1766)                            |
|            | Річард Гау 1-й граф Гау                           | 8 березня 1726    | 5 серпня 1799     | 1783          | 1783          | Адмірал флоту (1796), Старший морський лорд (1763—1765) |
|            | Огаст Кеппель 1-й віконт Кеппель                  | 25 квітня 1725    | 2 жовтня 1786     | 1783          | 1783          | Старший морський лорд (1766)                            |
|            | Річард Гау 1-й граф Гау                           | 8 березня 1726    | 5 серпня 1799     | 1783          | 1788          | Адмірал флоту (1796), Старший морський лорд (1763—1765) |
|            | Джон Пітт 2-й граф Чатем                          | 9 жовтня 1756     | 24 вересня 1835   | 1788          | 1794          |                                                         |
|            | Джордж Спенсер 2-й граф Спенсер                   | 1 вересня 1758    | 10 листопада 1834 | 1794          | 1801          |                                                         |

### Перші лорди адміралтейства Об'єднаного Королівства (1801—1964)
| Зображення | Прізвище                                                | Дата народження   | Дата смерті       | Час на посаді | Час на посаді         | Прим.                                       |
| ---------- | ------------------------------------------------------- | ----------------- | ----------------- | ------------- | --------------------- | ------------------------------------------- |
|            | Джон Джервіс 1-й граф Сент-Вінсент                      | 9 січня 1735      | 13 березня 1823   | 1801          | 1804                  | Адмірал флоту (1820)                        |
|            | Генрі Дандас 1-й віконт Мелвілл                         | 28 квітня 1742    | 28 травня 1811    | 1804          | 1805                  |                                             |
|            | Чарльз Міддлтон 1-й барон Бархем                        | 14 жовтня 1726    | 17 червня 1813    | 1805          | 1806                  | Перший морський лорд (1795), Адмірал (1795) |
|            | Чарлз Ґрей 2-й граф Ґрей                                | 13 березня 1764   | 17 липня 1845     | 1806          | 1806                  |                                             |
|            | Томас Ґренвілл                                          | 31 грудня 1755    | 17 грудня 1846    | 1806          | 1807                  |                                             |
|            | Генрі Фіппс 1-й граф Малгрейв                           | 14 лютого 1755    | 7 квітня 1831     | 1807          | 1810                  |                                             |
|            | Чарлес Філіп Йорк                                       | 12 березня 1764   | 13 березня 1834   | 1810          | 1812                  |                                             |
|            | Роберт Дандас 2-й віконт Мелвілл                        | 14 березня 1771   | 10 червня 1851    | 1812          | 1827                  |                                             |
|            | Принц Вільгельм Генрі                                   | 21 серпня 1765    | 20 червня 1837    | 1827          | 1828                  | Король Великої Британії (1830-1837)         |
|            | Роберт Дандас 2-й віконт Мелвілл                        | 14 березня 1771   | 10 червня 1851    | 1828          | 1830                  |                                             |
|            | Джеймс Грем 2-й баронет                                 | 1 червня 1792     | 25 жовтня 1861    | 1830          | 1834                  |                                             |
|            | Джордж Іден 1-й граф Окленд                             | 25 серпня 1784    | 1 січня 1849      | 1834          | 1834                  |                                             |
|            | Томас де Грей 2-й граф де Грей                          | 8 грудня 1781     | 14 листопада 1859 | 1834          | 1835                  |                                             |
|            | Джордж Іден 1-й граф Окленд                             | 25 серпня 1784    | 1 січня 1849      | 1835          | 1835                  |                                             |
|            | Гілберт Елліот-Мюррей-Кінінмаунд 2-й граф Мінто         | 16 листопада 1782 | 31 липня 1859     | 1835          | 1841                  |                                             |
|            | Томас Гамільтон 9-й граф Геддінгтон                     | 21 червня 1780    | 1 грудня 1858     | 1841          | 1846                  |                                             |
|            | Едвард Лоу 1-й граф Елленборо                           | 8 вересня 1790    | 22 грудня 1871    | 1846          | 1846                  |                                             |
|            | Джордж Іден 1-й граф Окленд                             | 25 серпня 1784    | 1 січня 1849      | 1846          | 1849                  |                                             |
|            | Френсіс Берінг 1-й барон Нортбрук                       | 20 квітня 1796    | 6 вересня 1866    | 1849          | 1852                  |                                             |
|            | Елджернон Персі 4-й герцог Нортумберлендський           | 15 грудня 1792    | 12 лютого 1865    | 1852          | 1852                  | Адмірал (1862)                              |
|            | Джеймс Грем 2-й баронет                                 | 1 червня 1792     | 25 жовтня 1861    | 1852          | 1855                  |                                             |
|            | Чарльз Вуд 1-й віконт Галіфакс                          | 20 грудня 1800    | 8 серпня 1885     | 1855          | 1858                  |                                             |
|            | Джон Пакінгтон 1-й барон Гемптон                        | 20 лютого 1799    | 9 квітня 1880     | 1858          | 1859                  |                                             |
|            | Едвард Сеймур 12-й герцог Сомерсетський                 | 20 грудня 1804    | 28 листопада 1885 | 1859          | 1866                  |                                             |
|            | Джон Пакінгтон 1-й барон Гемптон                        | 20 лютого 1799    | 9 квітня 1880     | 1866          | 1867                  |                                             |
|            | Генрі Лоурі-Коррі                                       | 9 березня 1803    | 5 березня 1873    | 1867          | 1868                  |                                             |
|            | Г'ю Чайлдерс                                            | 25 червня 1827    | 29 січня 1896     | 1868          | 1871                  |                                             |
|            | Джордж Гошен                                            | 10 серпня 1831    | 7 лютого 1907     | 1871          | 1874                  |                                             |
|            | Джордж Ворд Хант                                        | 30 липня 1825     | 29 липня 1877     | 1874          | 1877                  |                                             |
|            | Вільям Генрі Сміт                                       | 24 червня 1825    | 6 жовтня 1891     | 1877          | 1880                  |                                             |
|            | Томас Джордж Берінг                                     | 22 січня 1826     | 15 листопада 1904 | 1880          | 1885                  |                                             |
|            | Джордж Френсіс Гамільтон                                | 17 грудня 1845    | 22 вересня 1927   | 1885          | 1886                  |                                             |
|            | Джордж Робінсон 1-й маркіз Ріпон                        | 24 жовтня 1827    | 9 липня 1909      | 1886          | 1886                  |                                             |
|            | Джордж Френсіс Гамільтон                                | 17 грудня 1845    | 22 вересня 1927   | 1886          | 1892                  |                                             |
|            | Джон Спенсер 5-й граф Спенсер                           | 27 жовтня 1835    | 13 серпня 1910    | 1892          | 1895                  |                                             |
|            | Джордж Гошен                                            | 10 серпня 1831    | 7 лютого 1907     | 1895          | 1900                  |                                             |
|            | Вільям Палмер 2-й граф Селборн                          | 17 жовтня 1859    | 26 лютого 1942    | 1900          | 1905                  |                                             |
|            | Фредерік Кемпбелл 3-й граф Каудор                       | 13 лютого 1847    | 8 лютого 1911     | 1905          | 1905                  |                                             |
|            | Едвард Марджорібенкс 2-й барон Твідмаут                 | 8 липня 1849      | 15 вересня 1909   | 1905          | 1908                  |                                             |
|            | Реджинальд МакКенна                                     | 6 липня 1863      | 6 вересня 1943    | 1908          | 1911                  |                                             |
|            | Вінстон Черчилль                                        | 30 листопада 1874 | 24 січня 1965     | 1911          | 1915                  |                                             |
|            | Артур Джеймс Балфур                                     | 25 липня 1848     | 19 березня 1930   | 1915          | 1916                  |                                             |
|            | Едвард Карсон                                           | 9 лютого 1854     | 22 жовтня 1935    | 1916          | 1917                  |                                             |
|            | Ерік Геддес                                             | 26 вересня 1875   | 22 червня 1937    | 1917          | 1919                  |                                             |
|            | Волтер Лонг 1-й віконт Лонг                             | 13 липня 1854     | 26 вересня 1924   | 1919          | 1921                  |                                             |
|            | Артур Лі 1-й віконт Лі Фархем                           | 8 листопада 1868  | 21 липня 1947     | 1921          | 1922                  |                                             |
|            | Лео Емері                                               | 22 листопада 1873 | 16 вересня 1955   | 1922          | 1924                  |                                             |
|            | Фредерік Тезігер 1-й віконт Челмсфорд                   | 12 серпня 1868    | 1 квітня 1933     | 1924          | 1924                  |                                             |
|            | Вільям Бріджмен 1-й віконт Бріджмен                     | 31 грудня 1864    | 14 серпня 1935    | 1924          | 1929                  |                                             |
|            | Альберт Віктор Александер 1-й граф Александер Гіллсборо | 1 травня 1885     | 11 січня 1965     | 1929          | 1931                  |                                             |
|            | Остін Чемберлен                                         | 16 жовтня 1863    | 17 березня 1937   | 1931          | 1931                  |                                             |
|            | Болтон Ейрс-Монселл 1-й віконт Монселл                  | 22 лютого 1881    | 21 березня 1969   | 1931          | 1936                  |                                             |
|            | Семюель Гор 1-й віконт Темплвуд                         | 24 лютого 1880    | 7 травня 1959     | 1936          | 1937                  |                                             |
|            | Дафф Купер                                              | 22 лютого 1890    | 1 січня 1954      | 1937          | 1938                  |                                             |
|            | Джеймс Стенгоуп 7-й граф Стенгоуп                       | 11 листопада 1880 | 15 серпня 1967    | 1938          | 1939                  |                                             |
|            | Вінстон Черчилль                                        | 30 листопада 1874 | 24 січня 1965     | 1939          | 1940                  |                                             |
|            | Альберт Віктор Александер 1-й граф Александер Гіллсборо | 1 травня 1885     | 11 січня 1965     | 1940          | 1945                  |                                             |
|            | Брендан Брейкен                                         | 15 лютого 1901    | 8 серпня 1958     | 1945          | 1945                  |                                             |
|            | Альберт Віктор Александер 1-й граф Александер Гіллсборо | 1 травня 1885     | 11 січня 1965     | 1945          | 1946                  |                                             |
|            | Джордж Хол 1-й віконт Хол                               | 31 грудня 1881    | 8 листопада 1965  | 1946          | 1951                  |                                             |
|            | Френк Пакенгем 7-й граф Лонгфорд                        | 5 грудня 1905     | 3 серпня 2001     | 1951          | 1951                  |                                             |
|            | Джеймс Томас 1-й віконт Сілсеннін                       | 13 жовтня 1903    | 13 липня 1960     | 1951          | 1956                  |                                             |
|            | Квінтін Гоґґ                                            | 9 жовтня 1907     | 12 жовтня 2001    | 1956          | 1957                  |                                             |
|            | Джордж Дуглас-Гамільтон 10-й граф Селкирк               | 4 січня 1906      | 24 листопада 1994 | 1957          | 1959                  | Груп-кептен                                 |
|            | Пітер Карінгтон                                         | 6 червня 1919     | 9 липня 2018      | 1959          | 1963                  |                                             |
|            | Джордж Джелліко 2-й граф Джелліко                       | 4 квітня 1918     | 22 лютого 2007    | 1963          | 1964 (офіс скасовано) |                                             |